# Струйно течение
Струйните течения (известни и с английското си име, джетстрийм, jetstream) са бързи, относително тесни въздушни течения в атмосферата, на около 12 километра от повърхността на Земята, точно под тропопаузата. Образуват се на границата на съседни въздушни маси с различна температура, например тези на полярните области и по-топлия въздух на север или юг.
Големите струйни течения са западни ветрове (духат от запад на изток) и в северното, и в южното полукълбо, поради въртенето на Земята и ефекта на Кориолис.